# Eduardo Rosa Mendes
Eduardo Rosa Mendes (Santarém, 22 de Dezembro de 1906 - Cartaxo, 23 de Julho de 1983) foi um pintor impressionista que se centrou na representação de paisagens de Portugal, sobretudo da região do Ribatejo.
Filho natural de Francisco da Rosa Mendes Júnior e Maria Rita da Clara (legitimado pelo casamento destes em 1911), frequentou a antiga Escola de Regentes Agrícolas de Santarém. Cedo revelou dotes artísticos mas só começou a apresentar os seus trabalhos publicamente a partir de Outubro de 1936 após o falecimento do seu irmão Faustino da Rosa Mendes (Cuba, 22 de Fevereiro de 1901 - Santarém, 27 de Abril de 1935), pintor e caricaturista que o terá influenciado. Ingressando na vida militar em 1924, veio a abandonar essa actividade em 1957, dedicando-se à agricultura na sua Quinta do Joanicas, próximo do Cartaxo, onde se fixou, mas nunca abandonando a arte de pintar que praticava nos seus tempos livres. No entanto, na pagela com que identificava muitas das suas obras, dá como residência o Nº 260 - 2º Esquerdo na Rua de Campolide em Lisboa, dando como morada do atelier a sua Quinta do Joanicas. Na referida pagela, é ainda mencionada a atribuição da 1ª Medalha da Sociedade Nacional de Belas Artes, a que se terão juntado outras de vários graus, mas não é dada indicação quanto à data do prémio.
Faleceu na sua Quinta, ficando sepultado no cemitério de Almoster.